# Super tata
Super Tata (ang. Big Daddy) – amerykański film komediowy z 1999 roku.

## Fabuła
Film opowiada o nieodpowiedzialnym trzydziestolatku, którego przyjaciel i współlokator wyleciał do Azji. Pewnego dnia do drzwi mężczyzny puka chłopiec i podaje się za syna nieobecnego kolegi głównego bohatera. Postać grana przez Adama Sandlera postanawia się nim zaopiekować. Po pewnym czasie chłopiec zaczyna rozrabiać w mieszkaniu.

## Obsada
- Adam Sandler jako Sonny Koufax
- Dylan i Cole Sprouse jako Julian McGrath
- Joey Lauren Adams jako Layla Maloney
- Jon Stewart jako Kevin Gerrity
- Leslie Mann jako Corinne Maloney
- Rob Schneider jako Nazo
- Jonathan Loughran jako Mike
- Allen Covert jako Phil D'Amato
- Peter Dante jako Tommy Grayton
- Kristy Swanson jako Vanessa
- Joseph Bologna jako Lenny Koufax
- Steve Buscemi jako bezdomny człowiek
- Josh Mostel jako Arthur Brooks
- Edmund Lyndeck jako pan Herlihy
- Geoffrey Horne jako Sid
- George Hall jako stary kierowca

## Produkcja
Zdjęcia do filmu kręcono w Nowym Jorku i Yonkers. Okres zdjęciowy trwał od 24 września do 21 grudnia 1998 roku.

## Odbiór
Film Super tata spotkał się z mieszaną reakcją krytyków. W serwisie Rotten Tomatoes, 40% z 92 recenzji filmu są mieszane (średnia ocen wyniosła 4,9 na 10). Na portalu Metacritic średnia ocen z 26 recenzji wyniosła 41 punktów na 100.

### Nagrody i nominacje
| Rok  | Miejsce                              | Nagroda               | Kategoria                    | Odbiorcy i nominowani                   | Wynik     |
| ---- | ------------------------------------ | --------------------- | ---------------------------- | --------------------------------------- | --------- |
| 1999 | Teen Choice Awards 1999              | Teen Choice           | Film lata                    | Super tata                              | wygrana   |
| 2000 | MTV Movie Awards 2000                | Złoty Popcorn         | Najlepsza rola komediowa     | Adam Sandler                            | wygrana   |
| 2000 | MTV Movie Awards 2000                | Złoty Popcorn         | Najlepszy aktor              | Adam Sandler                            | nominacja |
| 2000 | MTV Movie Awards 2000                | Złoty Popcorn         | Najlepszy duet               | Adam Sandler, Dylan i Cole Sprouse      | nominacja |
| 2000 | Nickelodeon Kids’ Choice Awards 2000 | Sterowiec             | Ulubiony film                | Super tata                              | wygrana   |
| 2000 | Nickelodeon Kids’ Choice Awards 2000 | Sterowiec             | Ulubiony aktor filmowy       | Adam Sandler                            | wygrana   |
| 2000 | People’s Choice Award                | Kryształowa Statuetka | Ulubiona komedia             | Super tata                              | wygrana   |
| 2000 | 20. rozdanie nagród Złotych Malin    | Złota Malina          | Najgorszy aktor              | Adam Sandler                            | wygrana   |
| 2000 | 20. rozdanie nagród Złotych Malin    | Złota Malina          | Najgorszy film               | Super tata                              | nominacja |
| 2000 | 20. rozdanie nagród Złotych Malin    | Złota Malina          | Najgorszy aktor drugoplanowy | Rob Schneider                           | nominacja |
| 2000 | 20. rozdanie nagród Złotych Malin    | Złota Malina          | Najgorszy reżyser            | Dennis Dugan                            | nominacja |
| 2000 | 20. rozdanie nagród Złotych Malin    | Złota Malina          | Najlepszy scenariusz         | Adam Sandler, Steve Franks, Tim Herlihy | nominacja |